# Universiteit van Caïro
De Universiteit van Caïro (Arabisch: جامعة القاهرة; voorheen Egyptian University en later Fuʾad I University) is een universiteit in de Egyptische plaats Gizeh, een voorstad van de Egyptische hoofdstad Caïro. De universiteit is, na de Al-Azhar-universiteit, ook in Caïro, een van de grootste universiteiten van Afrika, met meer dan 150.000 studenten. Onder anderen Omar Sharif, Boutros Boutros-Ghali, Nawal el Saadawi en Mohammed el-Baradei studeerden aan de universiteit.

## Geschiedenis
De universiteit werd ondanks het verzet van de Britse bezetter onder leiding van Lord Cromer op 21 december 1908 als een private universiteit opgericht onder de naam Egyptian University. In maart 1925 werd de Egyptian University  per decreet door de Egyptische regering genationaliseerd. De universiteit verhuisde in 1928 naar de huidige locatie nadat het een stuk grond van de overheid kreeg. Twaalf jaar later werd de universiteit omgedoopt tot Fuʾad I University. Vervolgens onderging de universiteit begin jaren vijftig wederom een nieuwe naamswijziging: Fuʾad I University werd Cairo University. Ongeveer vijfenvijftig jaar later hield de Amerikaanse president Obama zijn speech A New Beginning op de universiteit tijdens een bezoek aan Egypte.